# Зобинский
Зобинский — посёлок в Куйтунском районе Иркутской области России. Входит в состав Новотельбинского сельского поселения.

## География
Посёлок находится на расстоянии 72 км к северо-востоку от рабочего посёлка Куйтун, административного центра района.

## История
До июня 2018 года посёлок входил в состав упразднённого Наратайского сельского поселения.

## Население
| 2002 | 2010 | 2011 | 2012 |
| ---- | ---- | ---- | ---- |
| 50   | ↘9   | →9   | →9   |

### Половой состав
По данным Всероссийской переписи, в 2010 году в посёлке проживало 9 человек (6 мужчин и 3 женщины).